# Saignes (Cantal)
Saignes (okzitanisch: Sonha) ist eine französische Gemeinde mit 821 Einwohnern (Stand: 1. Januar 2022) im Département Cantal in der Region Auvergne-Rhône-Alpes; sie gehört zum Arrondissement Mauriac und zum Kanton Ydes.

## Geographie
Saignes liegt in den nordwestlichen Ausläufern des Monts-du-Cantal-Massivs, etwa 46 Kilometer nördlich von Aurillac. Umgeben wird Saignes von den Nachbargemeinden Ydes im Westen und Norden, Vebret im Nordosten und Osten, Le Monteil im Südosten und Süden sowie Sauvat im Südwesten.

## Bevölkerungsentwicklung
| Jahr                       | 1962 | 1968 | 1975 | 1982 | 1990 | 1999 | 2008 | 2019 |
| Einwohner                  | 642  | 702  | 735  | 957  | 1009 | 1006 | 898  | 820  |
| Quellen: Cassini und INSEE |      |      |      |      |      |      |      |      |

## Sehenswürdigkeiten
- Kirche Sainte-Croix aus dem 12. Jahrhundert
- Kapelle Notre-Dame aus dem 12. Jahrhundert, Monument historique
- Reste der alten Burg

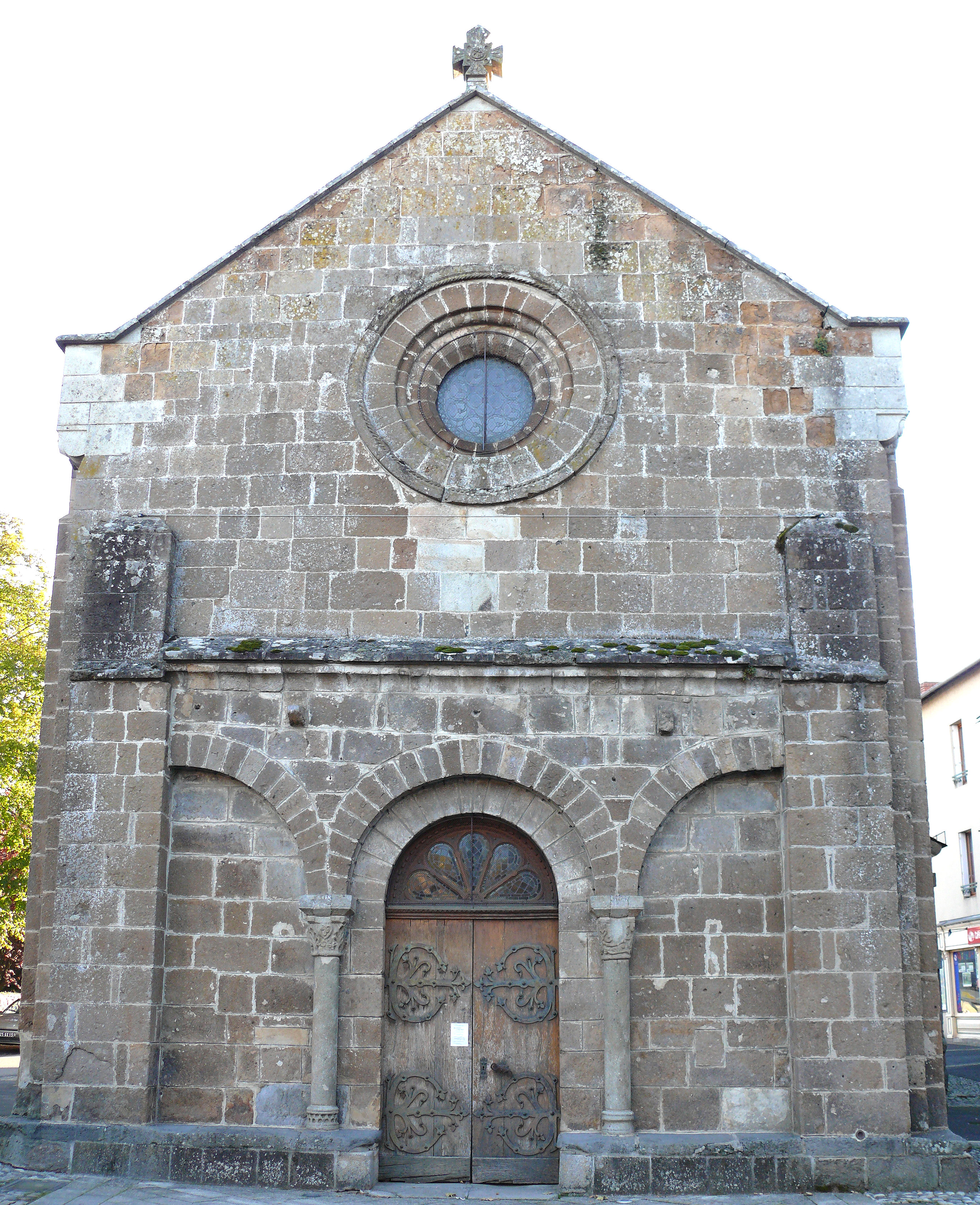
Kirche Sainte-Croix
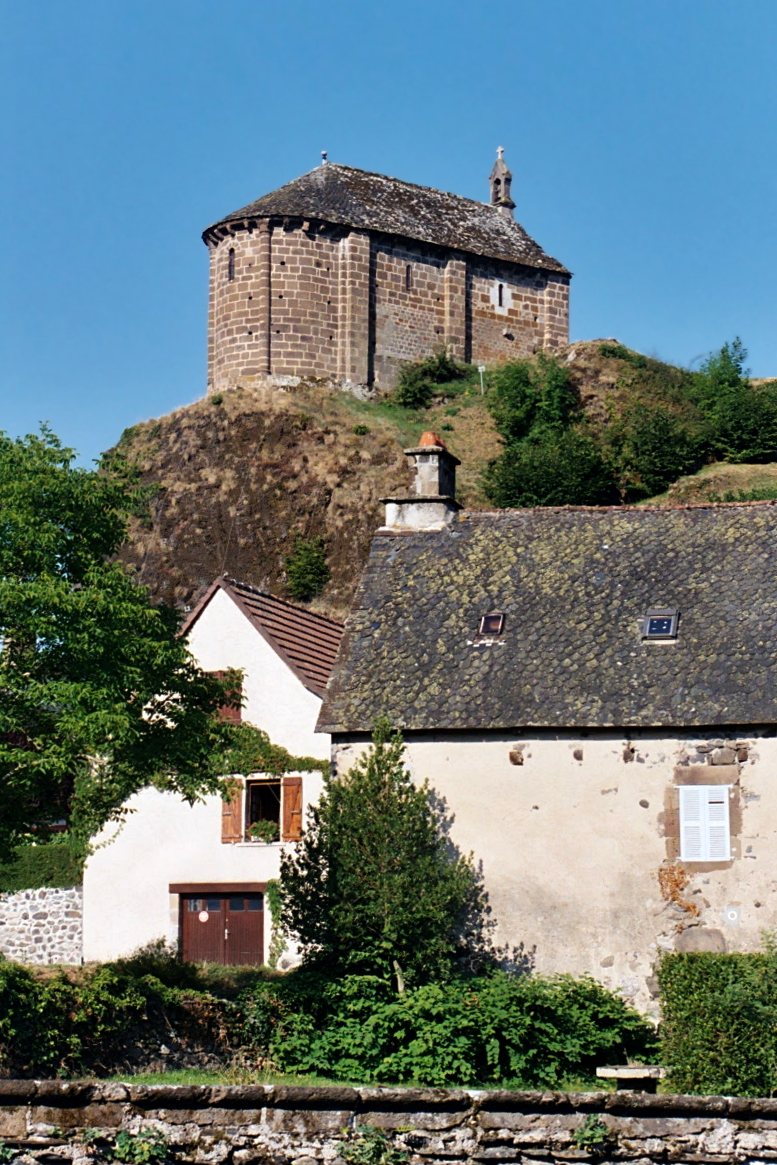
Kapelle Notre-Dame
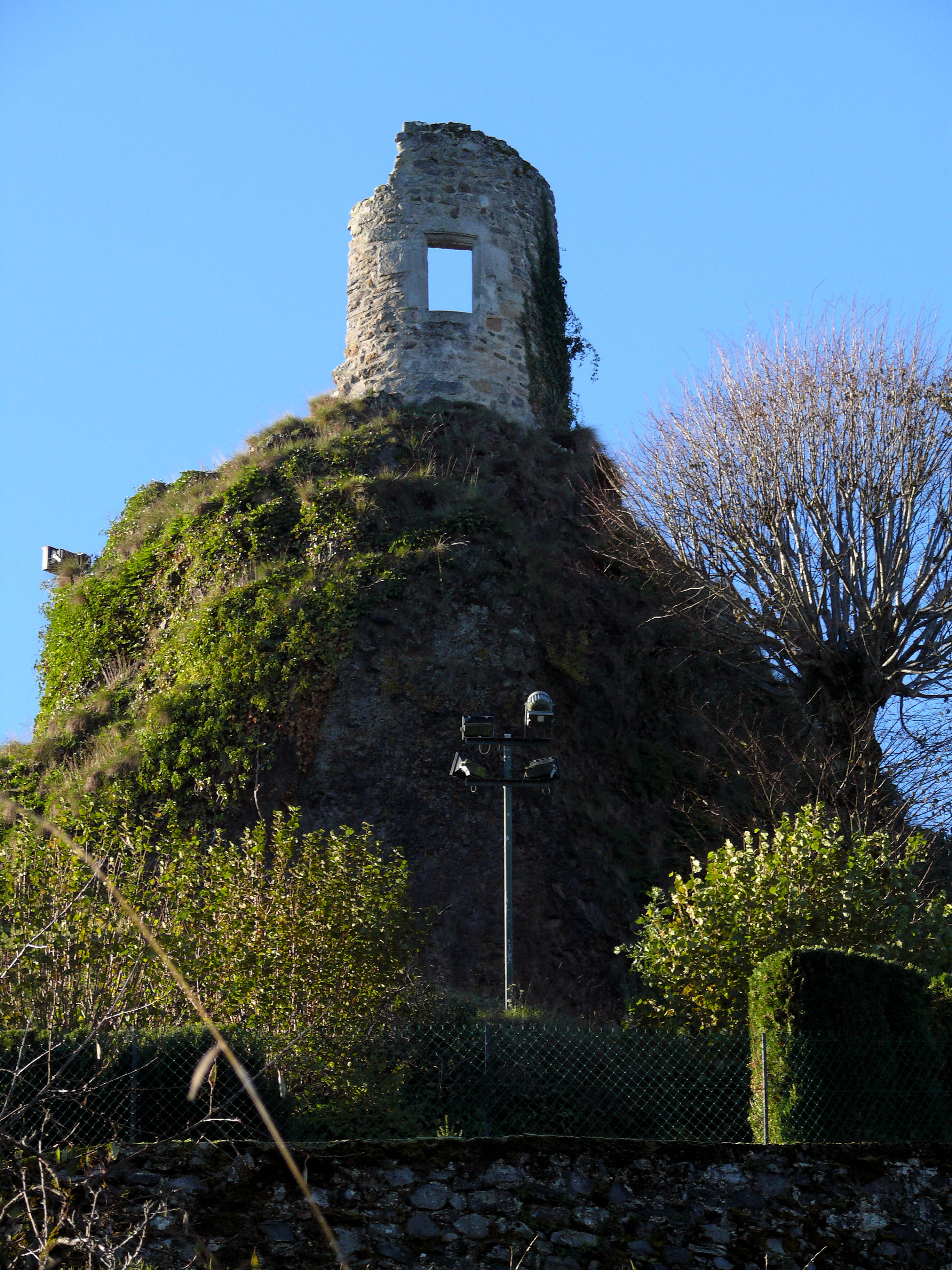
Reste der Burg